# Carnaval de Nice

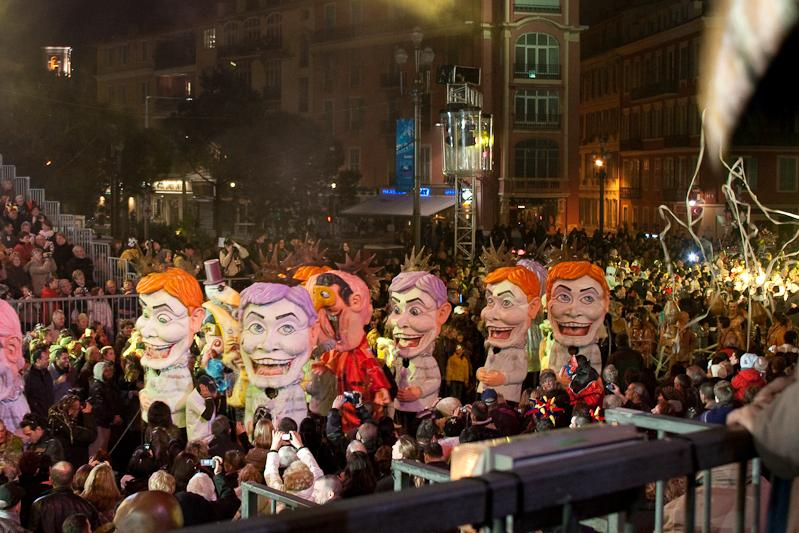
Des « grosses têtes » accompagnant un corso du carnaval en 2009.

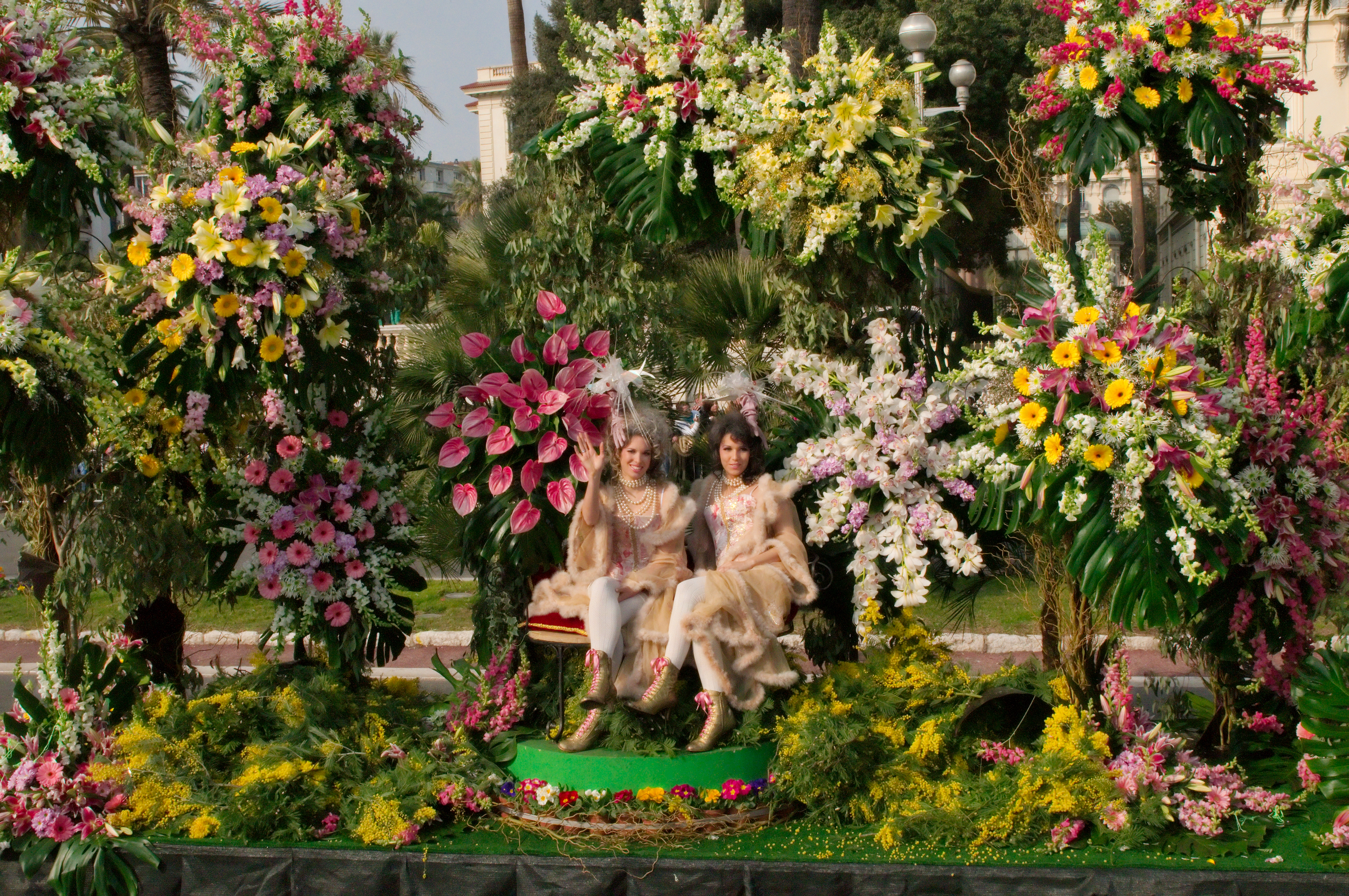
Un char de la bataille de fleurs en 2009.

Le carnaval de Nice est le plus grand carnaval de France et l'un des plus célèbres du monde. Il se déroule chaque hiver à Nice, au mois de février pendant deux semaines incluant trois week-ends, et attire plusieurs centaines de milliers de spectateurs. Le carnaval est l'un des quatre plus grands carnavals au monde, après ceux de Rio, Venise et La Nouvelle-Orléans.

## Origine
Le mot « carnaval » dévoile son sens par deux pistes étymologiques. La plus usitée est : carne levare levamen (« enlève la chair »). Celle-ci est directement en rapport avec le catholicisme et la période où l'on festoie une dernière fois avant les quarante jours du Carême à Pâques. L'autre définition est, quant à elle, païenne : carrus navalis (« char naval ») propre aux barques sur lesquelles Dionysos, dieu venu de la mer, pénétrait dans les îles grecques. Cette dernière est la plus ancienne, car le carnaval, se situant en hiver, était ritualisé pour faire revenir le printemps et donc la nouvelle année. Les hommes primitifs se paraient de peaux de bête, ce qui explique les nombreux costumes d'animaux, de plantes, de fruits, de légumes et autres en rapport avec la nature, encore présents aujourd’hui.

## Histoire

### Le corso carnavalesque
Le premier écrit le relatant date de 1294 par le comte de Provence, Charles II duc d’Anjou qui « vient passer les fêtes de carnaval, dans sa bonne ville de Nice ». Aux XIVe et XVe siècles, le carnaval est avant tout une fête populaire. À la Renaissance, les grands bals et mascarades carnavalesques étaient menés dans les rues étroites de la cité alors qu'au XVIIIe siècle, l'influence du carnaval vénitien favorise les bals masqués.
Dans la seconde moitié du XIXe siècle, Nice devient la « capitale de la villégiature hivernale ». Le corso carnavalesque se déroule principalement sur « le Cours », haut lieu de la vie mondaine. En 1871, le chaos parisien engendré par la Commune fit peur aux riches hivernants appartenant à la noblesse. Afin de promouvoir la ville de Nice et de montrer la sérénité qui y règne, un comité des fêtes fut créé en 1873. Celui-ci érigea le carnaval en véritable spectacle, puis organisa des concours de défilés de chars, mascarades et cavalcades pour le Mardi Gras. Deux grands artistes niçois, Alexis Mossa et son fils Gustav-Adolf Mossa, furent tour à tour ou ensemble « Ymagiers du Roy ». Ils sont les véritables pères spirituels de Sa Majesté Carnaval et sa Cour. Alexis Mossa créa les premiers albums de carnaval qui serviront de modèle au carnaval de La Nouvelle-Orléans. Il réalisera le premier char de Sa Majesté Carnaval en 1882 et lui adjoindra Madame Carnaval en 1893. L'influence symboliste de Gustav-Adolf Mossa affleure et lui inspire des personnages issus des cultures gréco-latines et populaires qui dépeignent, au gré de sa fantaisie, les événements locaux ou internationaux. Dramaturge et scénographe d'un univers à la fois satirique et merveilleux, d'une grande richesse et variété, il donne à l'art carnavalesque ses lettres de noblesse et fait de Nice une cité majeure dans le monde de la fête.
Le 14 février 1882, le traditionnel pantin de paille et de chiffon qui restait immobile sur la place de la Préfecture se transforma en un pantin royal défilant comme ses homologues. En 1892 apparut, pour la première fois à Nice, sous le nom de « confetti de Paris », le confetti moderne, en papier, qui avait été lancé l'année précédente au carnaval de Paris. Jusqu'à 1892, seul avait été utilisé au carnaval de Nice, le confetti en plâtre, appelé également « confetti italien ». Utilisé, parallèlement au confetti en papier, il sera finalement interdit à Nice, en 1955.
À la Mi-Carême à Paris 14 mars 1912, un cortège formé de groupes et chars du Carnaval de Nice défile dans la capitale en même temps que deux autres cortèges carnavalesques . Le Petit Journal a voulu marquer son demi-siècle d'existence en invitant le Carnaval de Nice à Paris. Cinq chars niçois sont là : S. M. Carnaval XXXX[Comment ?][pourquoi ?], la Rascasse, le Carnaval, les Gardiens du Louvre et la Vie chère. Le char des Gardiens du Louvre fait référence au célèbre vol de la Joconde, qui a eu lieu l'année auparavant. Le char est tiré par un âne en cartonnage coiffé de la célèbre tiare de Saïtapharnès, un faux acheté comme authentique par le Louvre en 1896.
Le carnaval n'a pas échappé aux événements de l'histoire. Les première et seconde guerres mondiales ont, bien évidemment, joué les trouble-fêtes en empêchant le roi de sortir. En 1914 et 1939, les carnavals qui avaient pour thème « Persée sur Pégase » et « Roi de la Joie et du Rire » se sont déroulés normalement, tandis qu'en 1915 et 1940, le carnaval a été annulé. Le thème laissait paraître alors une curieuse ironie en étant respectivement « Roi des Fous » et « Sire de la Folie ». Cette prémonition s'est de nouveau réalisée en 1991 en annonçant un roi qui n'est jamais sorti, un autre « Roi des Fous » et cela en raison des risques d’attentats dus à la guerre du Golfe.

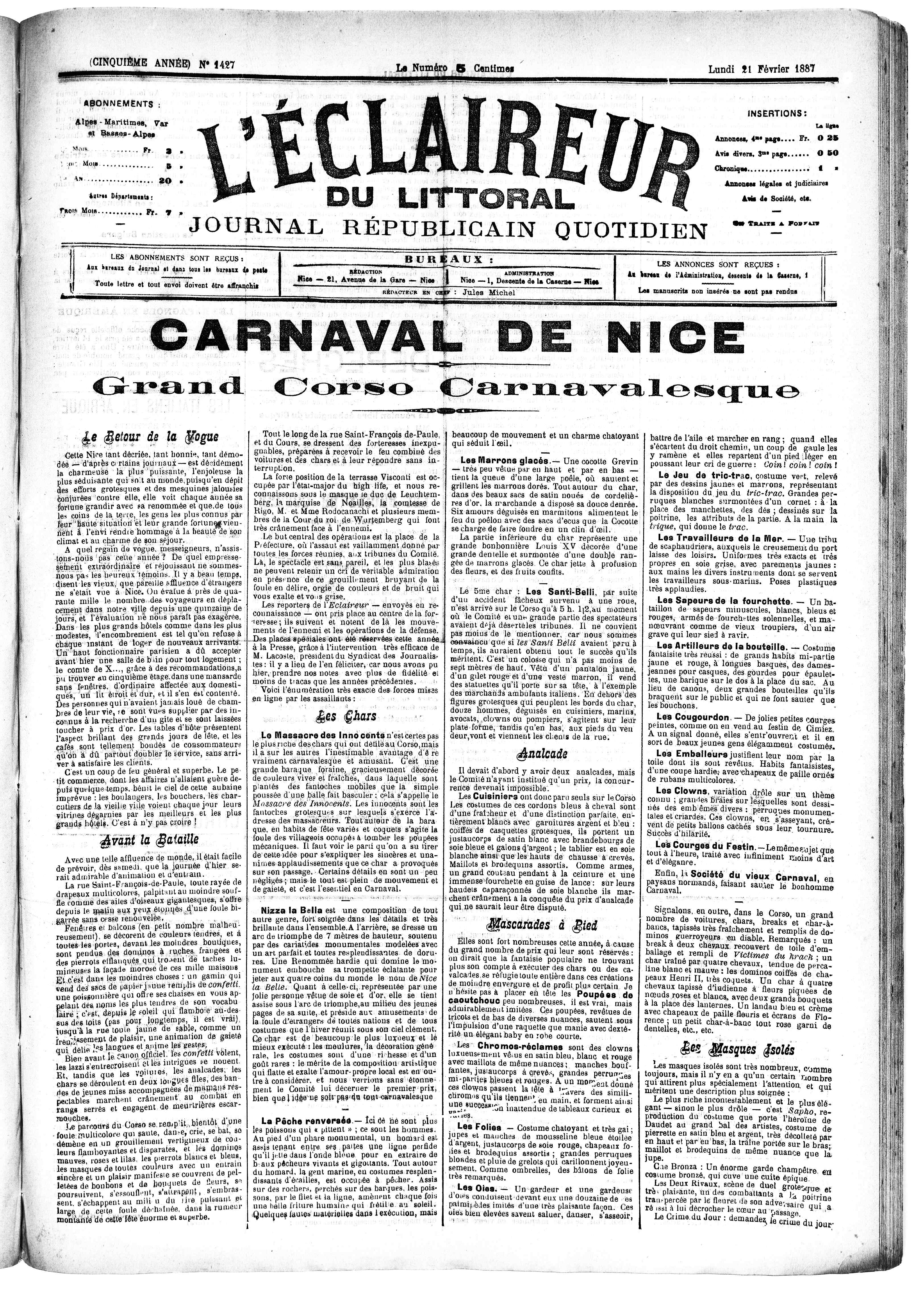
Le corso de 1887 raconté par L'Éclaireur.
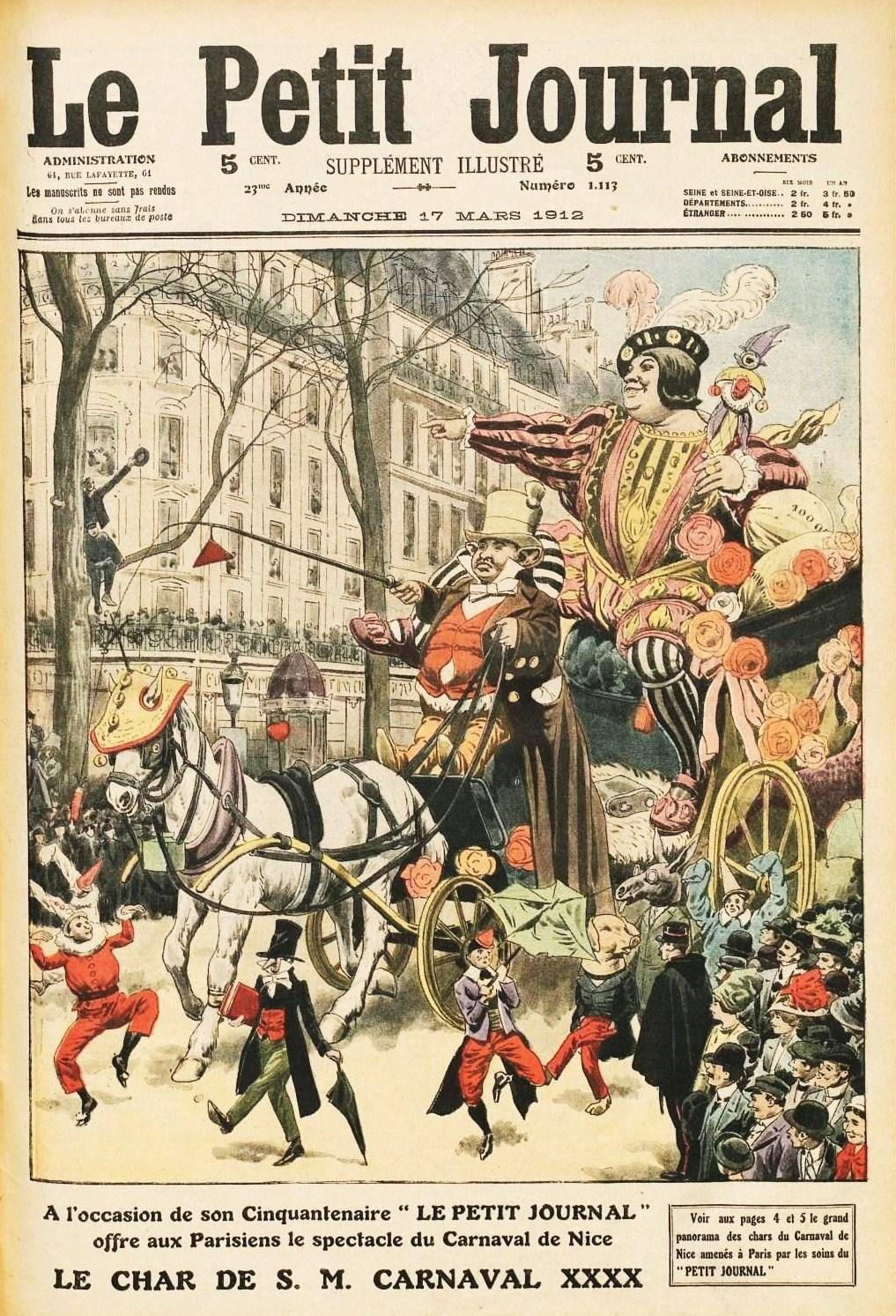
S. M. Carnaval venue de Nice à Paris en 1912[3].
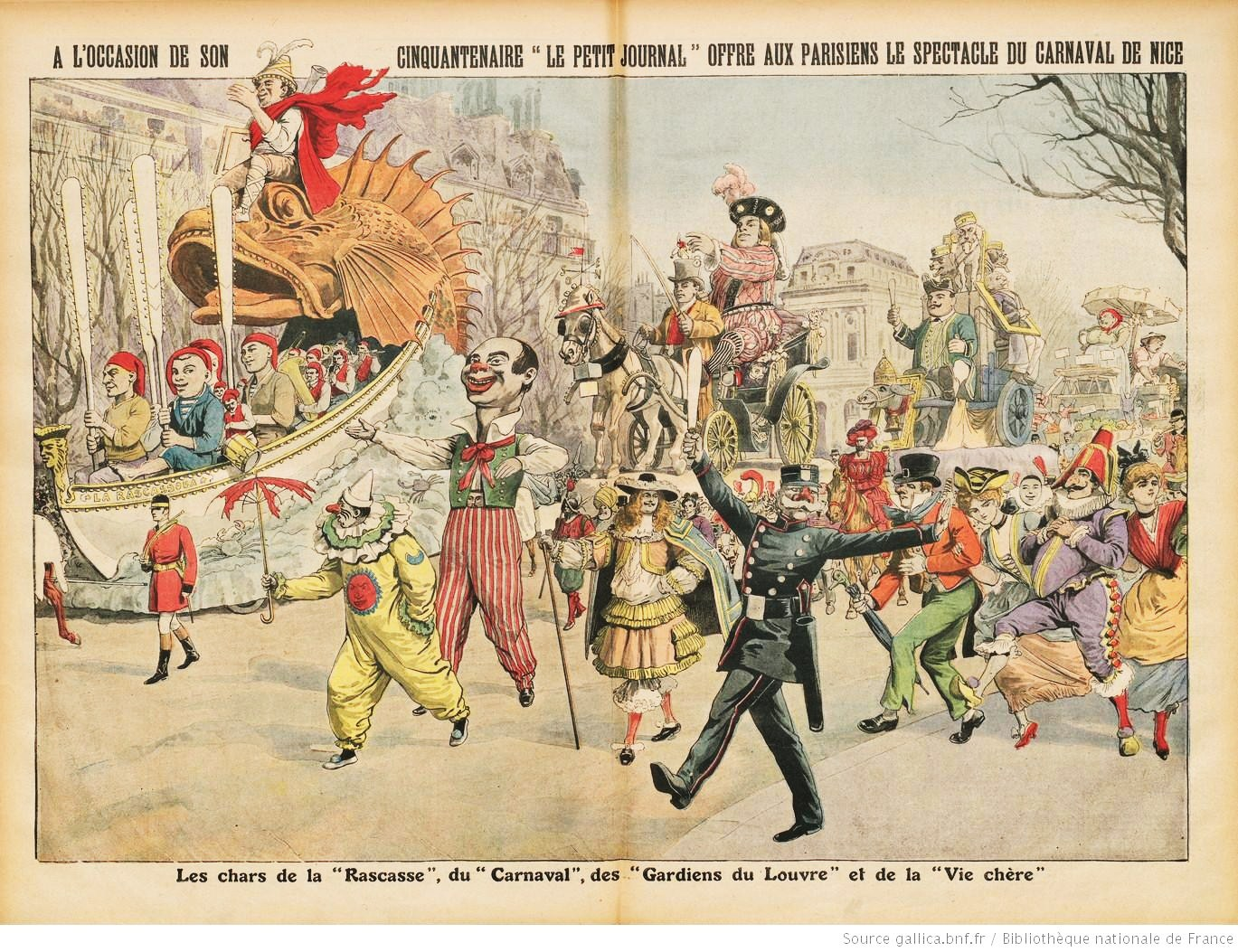
Chars de Nice défilant à Paris en 1912[3].
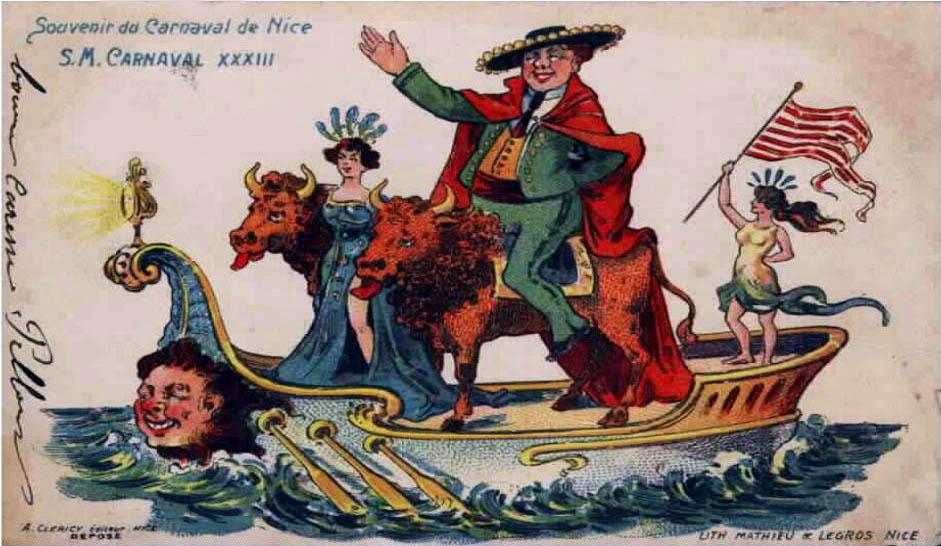
Dessin carnavalesque de 1915.
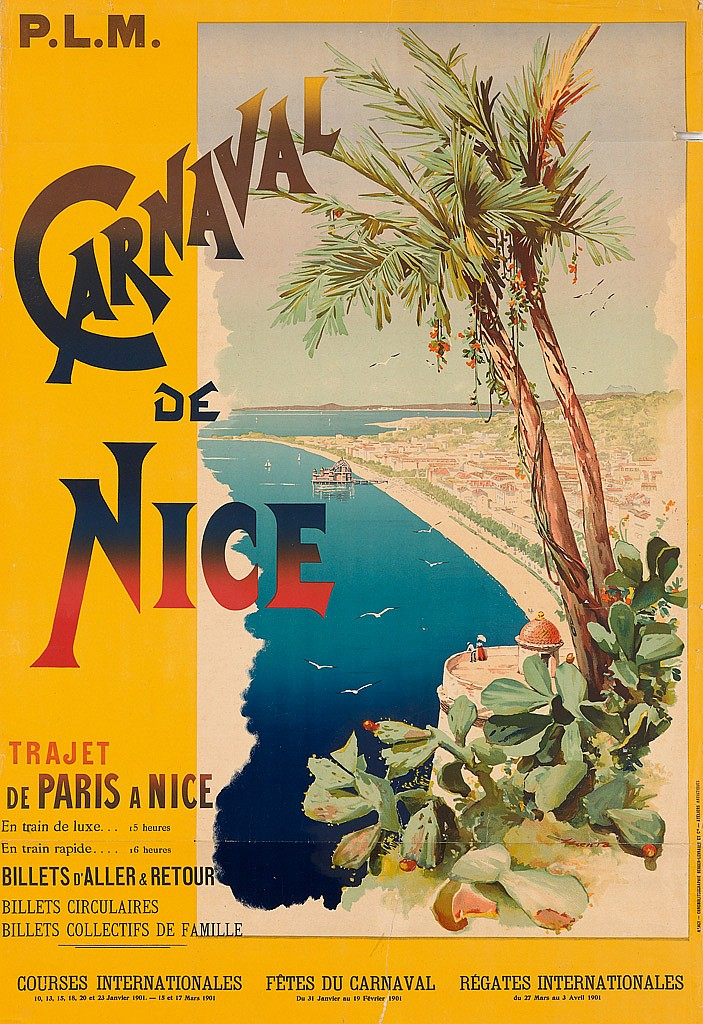
Affiche du carnaval en 1896,
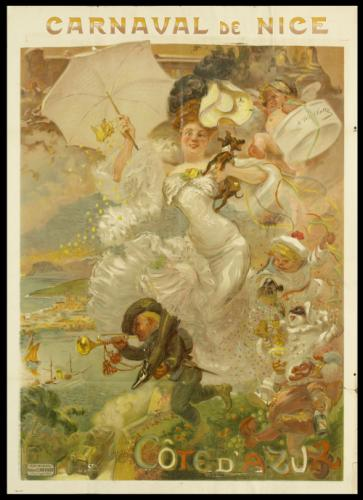
... en 1900,
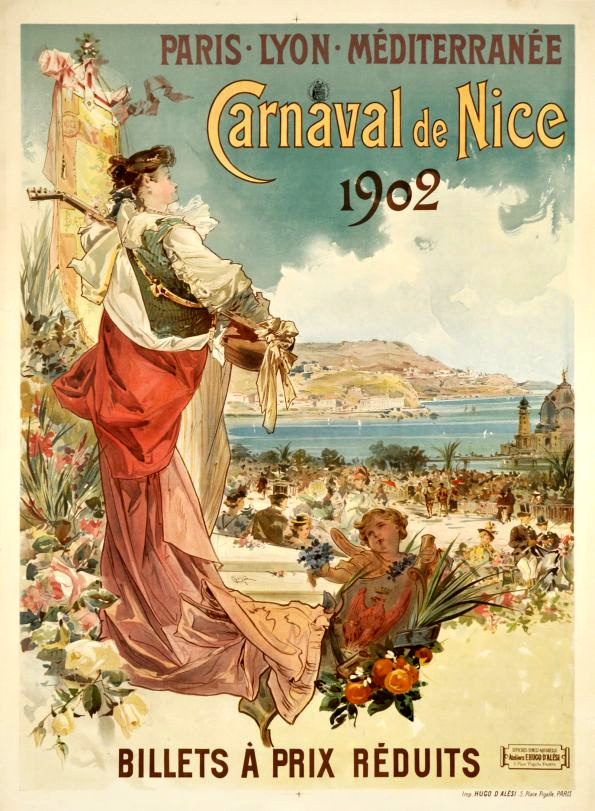
... en 1902,
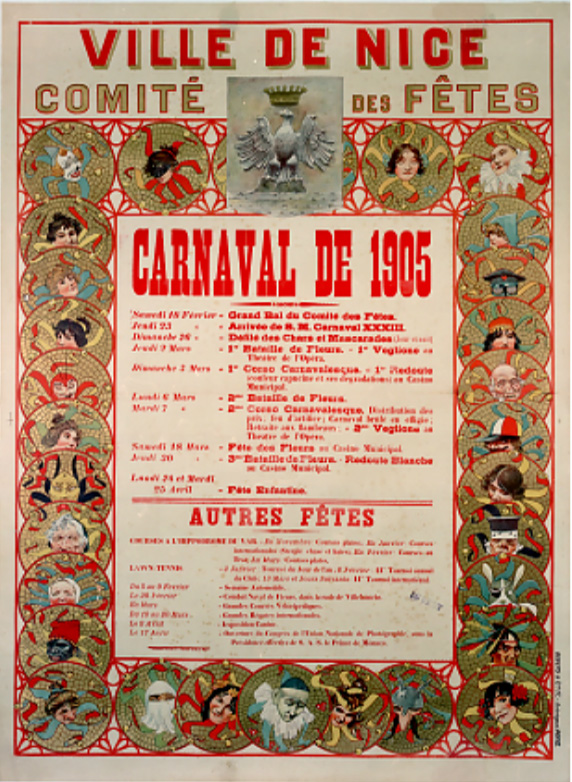
... en 1905,
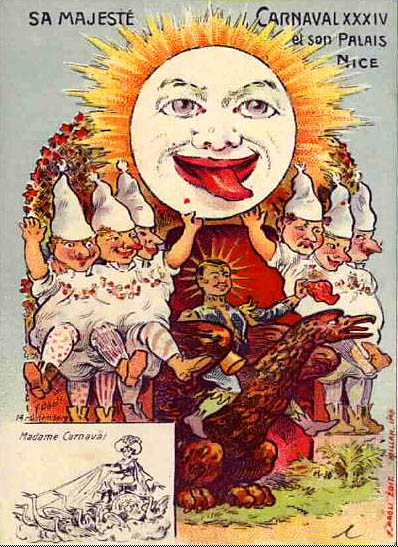
... et en 1916.

Depuis un demi-siècle, des manifestations traditionnelles accompagnent le carnaval. À cette période fut créé le bain du carnaval devenu le « Carnastring » et plus tard, d'autres activités comme la course des garçons de café (« Carnacourse »), et la « Carnasocca » (dégustation du plat traditionnel niçois, la socca). Un comité se réunit depuis une trentaine d'années, sous la présidence d'une personnalité afin d'élire la reine du carnaval et ses dauphines. La reine qui ouvrira chaque bataille de fleur sur son char aura alors la charge de représenter cette fête lors de voyages officiels.
Des illustrateurs célèbres firent les affiches du carnaval de Nice, parmi lesquels : Adolphe Léon Willette, Emmanuel Costa, Gustav-Adolf Mossa, Raymond Moretti et Cyril de La Patellière.
En 1985, le carnaval de Nice eut pour thème le « Roi de la pub ». Jean Oltra et Gaspare Di Caro, organisent durant ce carnaval, le premier festival de la Commedia dell'Arte. Gaspare Di Caro en 1986 pour le carnaval « Roi des villes du monde » organise les premiers rapprochement entre le carnaval de Nice et ceux de Venise et Viarregio.
En 1994, le carnaval de Nice eut pour thème « Le roi des Arts » et fit intervenir pour la première fois les artistes de l'« École de Nice » : Arman, Ben, Jean-Claude Farhi, Claude Gilli, Patrick Moya, Théo Tobiasse etc. En 2000, un tournant s'effectua en faisant appel à Serguei, dessinateur au journal Le Monde qui dessina les chars des corsi et des batailles de fleurs. La même année, l'Éducation nationale et l'OCCE œuvrèrent avec l'office du tourisme et des congrès de Nice sur une action pédagogique ayant pour thème le carnaval. Ainsi, mille écoliers (deux mille en l'an 2000) suivirent le roi en danse et en chanson. S'ensuivit en 2002, année du passage à l'euro, le « Roi de l'Euroland ». Un appel fut lancé aux dessinateurs des plus grands journaux internationaux pour devenir ymagiers le temps d'un carnaval. Ainsi, le carnaval reste une tribune d'expression sur les maux actuels de notre société.
De 2005 à 2008, toutes les manifestations eurent lieu sur la promenade des Anglais en raison des travaux et du passage du tramway. Ce changement de millénaire a également entraîné une amélioration des chars qui inclut désormais des technologies et des matériaux nouveaux ainsi que la collaboration de sculpteurs. En 2007, les nouveautés incluent la gratuité des promenoirs, la création d'une zone d'animations ludiques dans le jardin Albert-Ier (funambules, maquilleurs et cerfs-volants), ainsi que la présence de 160 carnavaleurs qui jouent les trublions de la fête. En 2009, le carnaval fit son retour sur la place Masséna. Un écran géant et les traditionnelles tribunes furent installés pour l'occasion sur la place.

### La bataille de fleurs

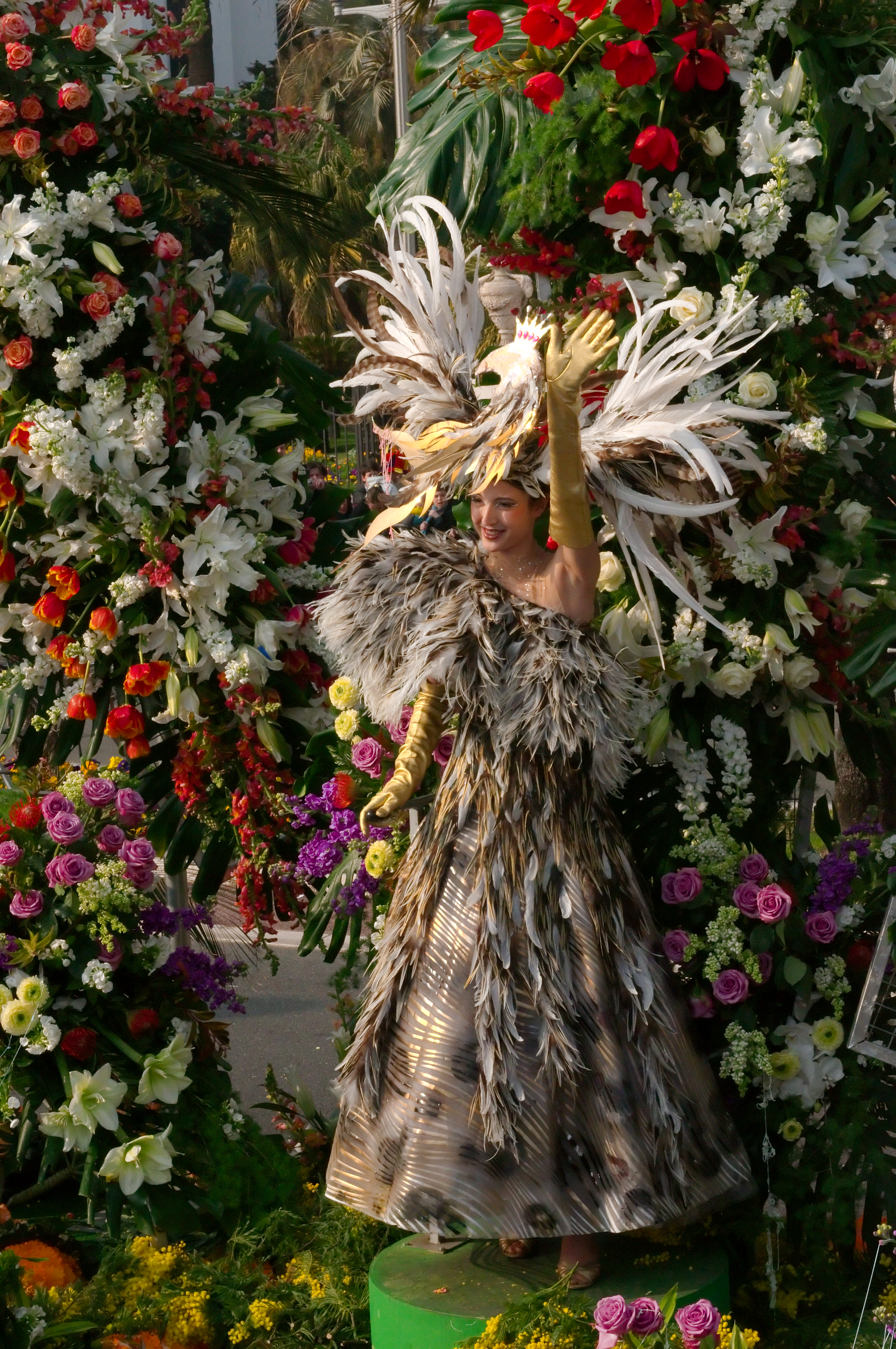
Un char de la bataille de fleurs en 2009

Alphonse Karr est à l'origine de la première bataille de fleurs en 1876. Cet écrivain français d'origine allemande, passionné par les fleurs et résidant à Nice, souhaitait un spectacle où les gens pourraient se jeter d'odorants bouquets au visage. Ainsi en 1876, Andriot Saëtone créa la première bataille de fleurs sur la promenade des Anglais.
La bataille de fleurs se déroule pendant la période de carnaval. Elle est le complément des caricatures et autres figures grotesques des corsi et se présente sous la forme d'une parade de vingt chars fleuris où de jeunes femmes et désormais jeunes hommes lancent des fleurs aux spectateurs. Des troupes musicales ou d’art de rue, venues des quatre coins du monde, prennent place entre les chars comme pour le corso carnavalesque.
Lors de ces batailles, 90 % des fleurs lancées comme le mimosa, le lys ou les marguerites, poussent sur les collines de la région. Les producteurs locaux plantent à l'automne les variétés qui constitueront le décor végétal du char, fruit de la collaboration avec les fleuristes. Entre quarante et cinquante heures de travail par char est nécessaire. Ce travail est d'autant plus difficile que le piquage se fait au dernier moment pour garantir la fraîcheur des fleurs. De nos jours, la bataille entre spectateurs n'a plus lieu, elle est devenue un lancer d'environ 100 000 fleurs de char au public, afin de mettre en avant la beauté des costumes et des chars fleuris.
Depuis 2005, le thème des batailles de fleurs s'accorde à celui des corsi carnavalesques. Un ou plusieurs plasticiens sont alors chargés de l’identité visuelle des chars. La réalisation proprement dite est quant à elle, assurée par « l'Amical des fleuristes réalisateurs de bataille de fleurs de la ville de Nice ». Les costumes sont confectionnés dans un atelier de création spécialement consacré aux batailles de fleurs.

### Gastronomie
Les ganses et la tourte de blettes sont les deux spécialités culinaires niçoises propres au Carnaval.

### Dates clefs
- 1294 : Première mention du Carnaval par Charles d’Anjou, comte de Provence.
- 1830 : premier cortège en l’honneur des souverains de Piémont Sardaigne et en présence de Charles-Félix de Savoie.
- 1873 : création du comité des fêtes et du 1er corso de Carnaval.
- 1876 : création de la 1re bataille de fleurs.
- 1889 : première affiche publicitaire du Carnaval de Nice.
- 1892 : apparition des confettis en plâtre.
- 1903 : 1re chanson officielle du Carnaval.
- 1921 : 1re illuminations électriques.
- 1940 : le corso est annulé pour cause de conflit mondial.
- 1946 : retour de Sa Majesté pour un unique corso.
- 1953 : La logia de Sa Majesté est installé au carrefour des axes Felix Faure et Verdun.
- 1955 : dernières batailles de confettis de plâtre.
- 1961 : dernière chanson officielle du carnaval.
- 1964 : 1res mécanisations de chars.
- 1966 : la loggia est placée devant la fontaine du Soleil.
- 1967 : le char de Sa Majesté est incendié place Masséna.
- 1969 : Fait unique dans les annales carnavalesques : à cause des intempéries continues, Sa Majesté ne sera pas incinéré.
- 1971 : décès de Gustav-Adolf Mossa, Ymagier officiel du carnaval de Nice.
- 1972 : premier Carnaval de Damien Lafranchi en tant que nouvel Ymagier du carnaval.
- 1974 : pour cause de voirie, le trajet du corso s'éclipse pour deux ans pour un axe avenue Félix-Faure, place Masséna, avenue de Verdun.
- 1976 : Carnaval revient à son axe habituel avenue Jean-Médecin, place Masséna.
- 1977 : Pour cause de réduction du budget du Comité des fêtes, le motif central qui ornait les 2 arcades à l'entrée de la place Masséna est définitivement supprimée.
- 1981 : pour la première fois, 2 loggias sont présentes sur la place Masséna : la première, abritant Sa Majesté, se trouve à la tribune du forum Masséna nouvellement construit ; la seconde, accueillant Madame Carnaval, est placée à la tribune des jardins Albert Ier.
- 1982 : dernières calvalcades.
- 1984 : Carnaval fête ses cent ans de règne. Jean Oltra devient directeur du comité des fêtes.
- 1989 : la loggia de Sa Majesté revient à sa place initiale de 1964, c'est-à-dire sur la place Masséna, entre l'avenue Félix-Faure et celle de Verdun.
- 1991 : à cause de la 1re guerre du Golfe, le corso de cette année-là est annulé. Néanmoins, Sa Majesté est incinérée.
- 1993 : Carnaval fête le centenaire de sa royale épouse.
- 1996 : Carnaval est organisé par l’office du tourisme et des congrès de Nice.
- 1997 : nouvelle mise en scène sous l’impulsion de Gad Weil.
- 2000 : chars du corso et de la bataille de fleurs dessinés par Sergueï du Monde.
- 2002 : appel à des ymagiers, dessinateurs de presse du monde entier.
- 2005 : toutes les manifestations ont lieu sur la promenade des Anglais.
- 2006 : création d’une bande musicale originale.
- 2007 : retour à la gratuité des promenoirs.
- 2009 : les corsos de retour sur la place Masséna.
- 2017 : à la suite des attentats du 14 juillet 2016 sur la promenade des Anglais à Nice, le carnaval emprunte un nouveau circuit. Le parcours est autour de la Promenade du Paillon en passant par la Place Masséna.
- 2017 : en raison des attentats du 14 Juillet 2016 sur la promenade des Anglais à Nice, sa majesté Carnaval est brûlée sur la Place Masséna.
- 2018 : les batailles de fleurs, Corsos illuminées et Corsos du Jour retournent sur la Promenade des anglais et la Place Masséna mais en empruntant seulement le circuit des Corsos (autour du Jardin Albert Ier)
- 2019 : avec son changement de nom (l’office du tourisme et des congrès de Nice devient l’office de Tourisme Métropolitain Nice Côte d’Azur), l’office de Tourisme n’organise plus le Carnaval de Nice. Les clefs de cette manifestation sont remises à la ville de Nice qui crée un logo pour le carnaval ainsi qu’un nouveau style pour les affiches. Des manifestations (comme le Lou Quernaval (arrêté en 2016)) refont surface mais les Corsi et les batailles restent. Le célèbre clip d’ouverture lui aussi reste.
- 2020 : à cause de l’épidémie de Covid-19 qui touche les régions d’Italie, la ville de Nice décide d’annuler les deux derniers évènements (un corso nocturne et une bataille des fleurs). Même si aucun cas n’a été détecté dans la région niçoise, les autorités ont préféré annuler tous les évènements de la Côte d’Azur pour limiter les risques de transmission.
- 2021 : du fait de la pandémie de Covid-19 et afin d'éviter une éventuelle troisième vague au printemps 2021, la ville de Nice annonce le 3 décembre 2020 l’annulation de l’édition de 2021 et son report à 2022. Le thème restera le même.

### Les thèmes
Chaque année un nouveau titre est choisi pour sa Majesté Roi du carnaval qui devient le thème de la manifestation et l'inspiration des Ymagiers.
- 1882 : Triboulet
- 1883 : Niçois
- 1884/85 : Polichinelle
- 1886/87 : Pas de char Royal
- 1888 : Polichinelle
- 1889 : Yachtman
- 1890 : Cycliste
- 1891 : Niçois
- 1892 : Radjah
- 1893 : Noces de Carnaval et Madame
- 1894 : Triboulet
- 1895 : Mikado
- 1896 : Toreador
- 1897 : Niçois, Abat-Mage
- 1898 : Mondain
- 1899 : Cavalier Renaissance
- 1900 : Le Dandy
- 1901 : Charlatan Homme Orchestre
- 1902 : Aéronaute
- 1903 : Cavalier Renaissance
- 1904 : Empereur d'Orient-Sahara
- 1905 : Buffalo Bill
- 1906 : Arlequin Soleil
- 1907 : Chauffeur-Séducteur
- 1908 : Diplomate
- 1909 : Niçois, Abat-Mage
- 1910 : Carnaval à la Conquête du Pole
- 1911 : Père de Famille
- 1912 : Gargantua et la Joconde
- 1913 : La Tarasque de la Machine pour Maigrir
- 1914 : Persée sur Pégase
- 1915/20 : Pas de Carnaval : Première Guerre mondiale
- 1921 : Gargantua et la Cigogne
- 1922 : Gargantua et le Pont-Vieux
- 1923 : Le Pêcheur Niçois berné
- 1924 : Radjah
- 1925 : Marquis Louis XV
- 1926 : La Marmite aux Enfers
- 1927 : Roi des Jouets d'Enfants
- 1928 : L'Oiseau Bleu du Cinquantenaire
- 1929 : Le Dragon des Hespérides
- 1930 : Carnaval y a Bon
- 1931 : Carnaval Cubique
- 1932 : Carnaval des Jeux
- 1933 : Roi du Genre
- 1934 : Carnaval Galant à travers les âges
- 1935 : Roi du cirque et de la Foire
- 1936 : Roi du Rire
- 1937 : Millionnaire de la Loterie nationale
- 1938 : Roi de la Blague et de la Radio
- 1939 : Roi de la Joie et du Rire
- 1940 : Sire de la Folie (annulé en raison de la Seconde Guerre mondiale)
- 1941/45 : pas de carnaval en raison de la Seconde Guerre mondiale
- 1946 : Carnaval sur la Côte d'Azur
- 1947 : Roi du Cinéma
- 1948 : Gargantua au Royaume de Gulliver
- 1949 : Carnaval en l'an 2000
- 1950 : Carnaval et sa Suite en 1900
- 1951 : Carnaval et les fables de La Fontaine
- 1952 : Carnaval sous le règne de la Chanson
- 1953 : Roi du Cirque
- 1954 : Roi des Jouets
- 1955 : Prince des Sages - Triboulet (sur le dos d'une Folie)[7]
- 1956 : Pêcheur niçois (dans sa barque, la Carnavalina)[7]
- 1957 : Roi de la Gastronomie
- 1958 : Carnaval Prince du Tourisme
- 1959 : Carnaval dans la Lune
- 1960 : Si Carnaval m'était conté
- 1961 : Carnaval au royaume de la Fantaisie
- 1962 : Carnaval au pays des Merveilles
- 1963 : Carnaval au royaume de la Féerie
- 1964 : Roi de la Danse
- 1965 : Roi du Music-Hall
- 1966 : Roi du Tiercé
- 1967 : Roi des Vacances
- 1968 : Carnaval chez Astérix le Gaulois
- 1969 : Grand Maître des Loisirs
- 1970 : Roy des Îles
- 1971 : Parade aux Amériques
- 1972 : Carnaval sur la Route du Soleil Levant
- 1973 : Un siècle de Carnaval à Nice
- 1974 : Roi des 400 Coups
- 1975 : Roi de la Gastronomie
- 1976 : Roi du Nouveau Monde
- 1977 : Roi du Stade Olympique
- 1978 : Roi des Rois
- 1979 : Roi des Mers et des Océans
- 1980 : Roi de la Piste
- 1981 : Roi du Show Business
- 1982 : Roi de la Bande dessinée
- 1983 : Roi de la Communication
- 1984 : Roy des Centenaires
- 1985 : Roi de la Pub
- 1986 : Roi des Villes du Monde
- 1987 : Roi de la Fête
- 1988 : Roi de la Côte d'Azur
- 1989 : Carnaval au pays de l'Amour
- 1990 : Roi du Rire
- 1991 : Roi des Fous (annulé : guerre du Golfe)
- 1992 : Roi des Rois
- 1993 : Roi de l'Europe
- 1994 : Roi des Arts
- 1995 : Roi du Cinéma
- 1996 : Roi de la Musique
- 1997 : Roi des Sports
- 1998 : Roi du Cirque
- 1999 : Roi du XXe siècle
- 2000 : Roi des Odyssees.com
- 2001 : Roi du 3e Millénaire
- 2002 : Roi de l'Euroland
- 2003 : Roi de la .comMedi@
- 2004 : Roi de la Clonerie
- 2005 : Roi du Fol Climat Merdaille et Cornipétant
- 2006 : Roi des Dupes
- 2007 : Roi de la Très grande mêlée
- 2008 : Roi des Ratapinhatas, Raminagrobis et autres ramassis de rats masqués
- 2009 : Roi des Mascarades
- 2010 : Roi de la Planète bleue
- 2011 : Roi de la Méditerranée
- 2012 : Roi du Sport
- 2013 : Roi des cinq Continents
- 2014 : Roi de la Gastronomie
- 2015 : Roi de la Musique
- 2016 : Roi des Médias
- 2017 : Roi de l'Énergie
- 2018 : Roi de l'Espace
- 2019 : Roi du Cinéma
- 2020 : Roi de la Mode
- 2021 : Roi des Animaux (annulé : pandémie de Covid-19)
- 2022 : Roi des Animaux
- 2023 : Roi des Trésors du Monde (150 ans du Carnaval)
- 2024 : Roi de la Pop Culture
- 2025 : Roi des Océans

- 2026 (à venir) : Vive la Reine !

### Les affiches publicitaires
Certaines personnalités artistiques ont été sollicités pour créer les affiches du carnaval :
- Alexis Mossa
- Raymond Moretti
- Cyril de La Patellière
- Martine Doytier

## Mise en place
L'office du tourisme et des congrès de Nice organise le carnaval depuis 1996 remplaçant le Comité des fêtes qui en avait la charge depuis 1873. Le thème et les dates de l'année suivante sont annoncés le dernier jour du carnaval en cours. Gad Weil nommé directeur artistique en 1997 impulse le nouvel élan du carnaval de Nice.

## Les arts de rue
Les troupes d'arts de rue ont fait de Nice une référence en la matière. Venant des quatre coins de la France et du monde entier, quinze nations enrichissent les cortèges. Chaque groupe apporte son univers, partageant ainsi leur culture et leur imaginaire ou encore s'approprie le thème de l'année.

## Le roi du carnaval

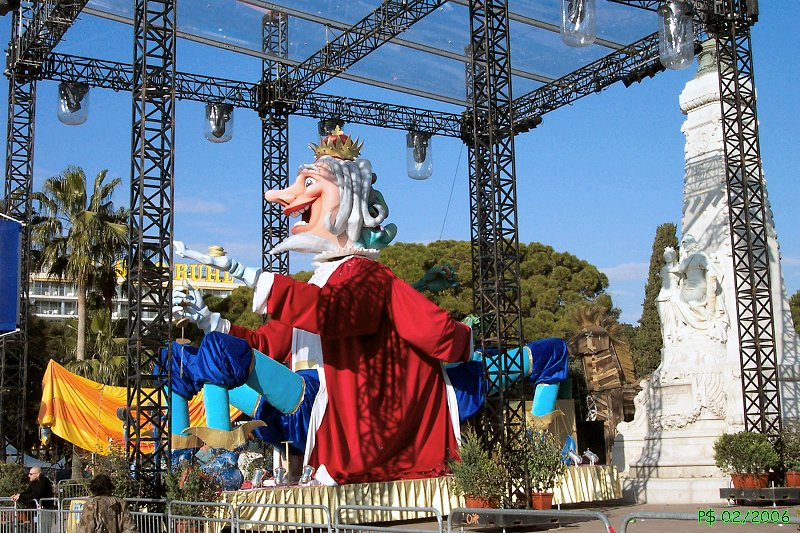
Le roi du carnaval de Nice en 2006.

Avant le début du carnaval (jusqu'en 2014 : 2015 à cause de la pluie et à partir de 2016 à cause de l'attentat), Sa Majesté Carnaval arrivait le vendredi soir sur la place Masséna afin d'annoncer l'ouverture de cette période de fête en prenant les clés de la ville. À partir de 2016, l'ouverture était en même temps que le premier corso illuminée. Le roi trônera pendant toute la durée du carnaval sur la place Masséna avec sa Reine. Le dernier soir du carnaval, il défile une dernière fois, avant d’être brûlé sur un bûcher sur la place Masséna.

## Confection d'un char
Le premier maillon dans la chaîne de fabrication est l'Office du tourisme et des congrès de Nice qui appelle à candidature pour la création de vingt dessins dans l'esprit du thème choisi. Depuis 2000, les dessinateurs de presse sont les Ymagiers et proposent les dessins des chars. Les savoir-faire artisanaux associés au carnaval de Nice ont été inscrits à l'inventaire du patrimoine culturel immatériel en France depuis 2018.
Le directeur exécutif et le directeur artistique sélectionnent les meilleures propositions de chars. Depuis la loi Sapin, l’appel d’offre est d'usage. Cette loi de 1993 a contraint les très nombreux carnavaliers à se regrouper en société, passant d'une centaine de familles à quatre ou cinq. S'ensuit alors un tirage au sort pour définir quels carnavaliers feront quels chars.
La construction elle-même débute en général en octobre. Il faut alors :
- Échafauder l'ossature en fer (deux tonnes par char) et les différentes articulations hydrauliques motorisées sur une plate-forme de trois mètres sur douze, montée sur essieux, le tout atteignant près de huit mètres de haut.
- Cette structure se voit appliquée des lattes de bois ou de grillage où sont accolées différentes couches de papiers rigides (mélange de cartes postales, papier journal, papier kraft, etc) avec une colle artisanale constituée d'eau chaude et de farine. Puis à partir de moules, deux méthodes sont employées. D’un côté, et selon la tradition, on réalise les bustes et les visages en résine ou en polystyrène, de l'autre, on utilise le polyester.
- Puis vient le temps du maquillage où cinq tonnes de peinture sont utilisées. Et enfin les habits sont confectionnés à même les mannequins.
- Finalement, l'installation du système électrique, pour la motorisation et l'éclairage, est intégrée au char.

En 2007, le « Roi de la très grande Mêlée » représentant Jacques Chirac atteignait les treize mètres de haut, dont près de six mètres pour la tête.
Lors de l'édition 2009, le « Roi des Mascarades » atteignait une hauteur de dix-sept mètres et arrivait camouflé derrière les masques des rois des anciennes éditions du carnaval.

## Le carnaval en chiffres

### Fréquentation, recettes et coût
En 2009, le carnaval attirait 1,2 million de visiteurs dans la ville et 600 000 personnes sur le parcours du cortège. En 2012, il rassemblait plus de 400 000 spectateurs. Le nombre d'entrées payantes atteignait environ 150 000 en 2006 (soit des recettes directes de 1,5 million d'euros), 167 400 en 2010, 184 140 en 2011 (2,3 millions d'euros), et 192 576 en 2012 (2,4 millions d'euros). Les retombées économiques induites par la fréquentation touristique (restauration, hébergement, transports, shopping, etc.) étaient estimées entre 30 et 35 millions d'euros en 2009, et entre 30 et 33 millions d'euros en 2012.
Pour chaque sortie de Sa Majesté Carnaval, ce sont 1 500 personnes qui sont mobilisées. En 2012, le carnaval rassemblait 1 500 artistes de rue et nécessitait l'embauche de 1 800 personnes pour des postes d'agents de sécurité, d'accompagnateurs, de pisteurs, etc. Au total, le coût du carnaval s'établissait à 7 millions d'euros en 2012.

### Parades

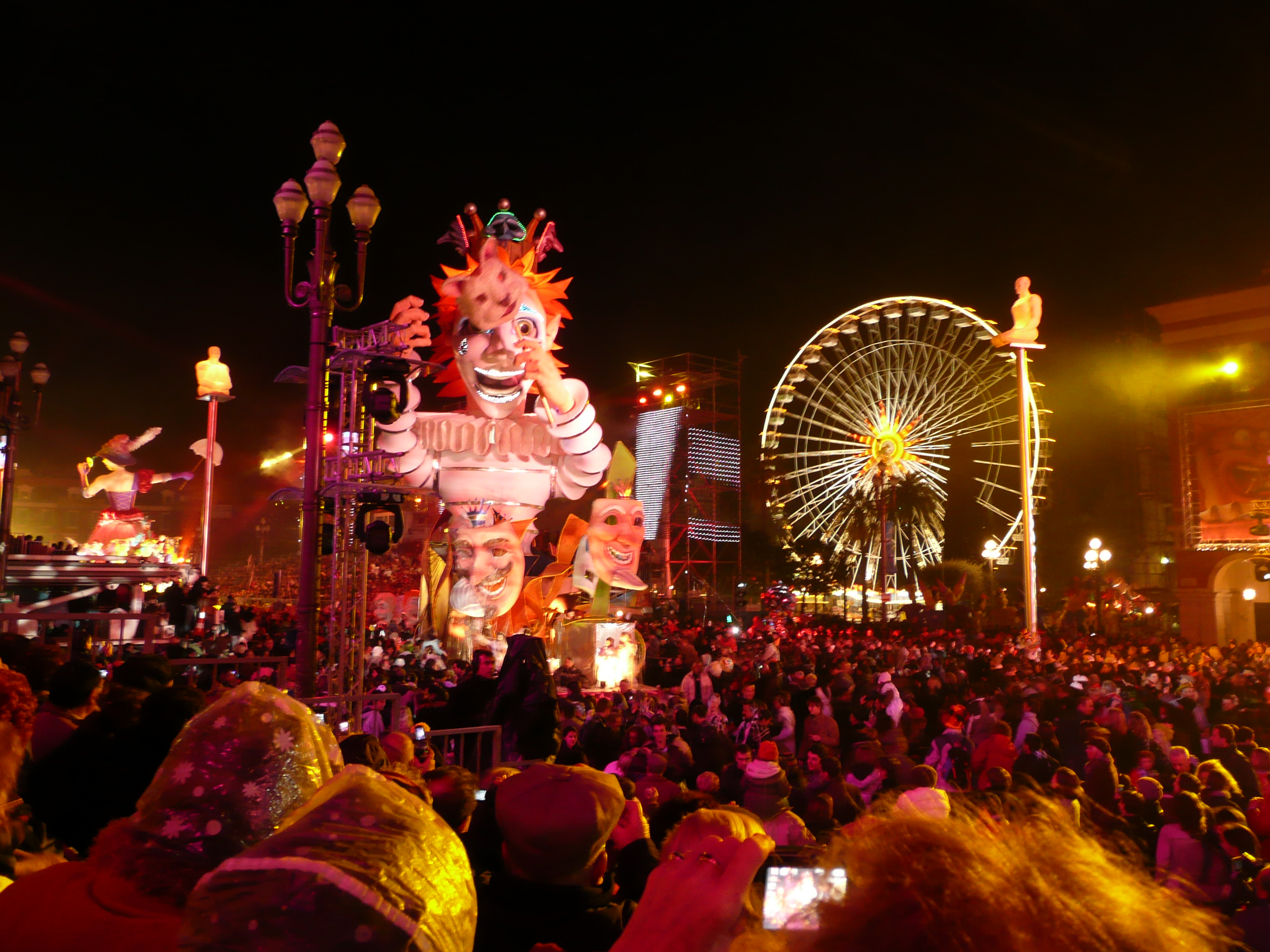
Un corso illuminé sur la place Masséna en 2009.

- Vingt chars par an de douze mètres de long sur trois de large et entre huit et quatorze mètres de haut, dont quatre chars en tête de cortège qui sont toujours le Roi, la Reine, Carnavalon, et la Soufflerie, un char projetant des confetti.
- Deux chars d'animation plus petits.
- Trente carnavaliers environ.
- Cent cinquante grosses têtes dont une trentaine en carton pâte. Leur poids varie de 1,5 à 12 kg. Cinq kilogrammes pour les grosses têtes faites en plastazote et un kilogramme pour les structures gonflables.
- Soixante troupes.
- Un tiers d'art de rue et de musique niçoises et régionales.
- Un tiers de délégations musicales et troupes musicales venues du monde entier.
- Quatre mille heures de travail réparties sur six mois.
- Vingt tonnes de confetti.
- Quinze pays.
- Huit groupes de vingt carnavaleurs pour chaque territoire de Nice soit cent soixante carnavaleurs.

### Bataille de fleurs

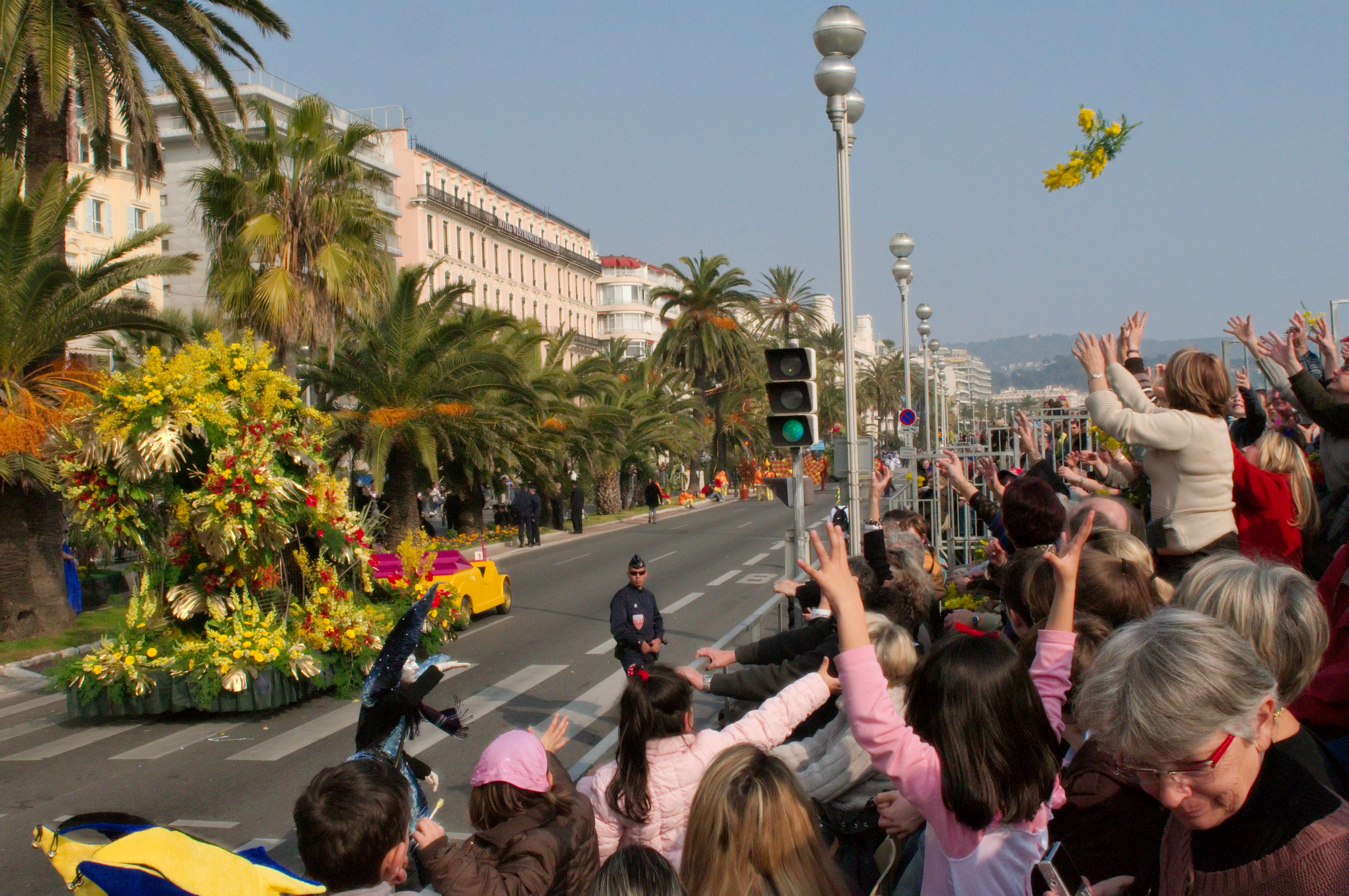
La bataille de fleurs sur la promenade des Anglais en 2009.

- Quatre à cinq mille tiges de fleurs fraîches.
- 90 % de celles-ci sont issues de la production locale, mises en terre dès le mois de novembre.
- Des chars de sept mètres de long sur deux mètres de large et six mètres de haut.
- Quarante-cinq heures de travail concentrées sur deux jours et demi.
- Quatre cents pains de mousse.
- Dix kilogrammes de fil de fer.
- Douze mètres et demi de grillages de jardin.
- Deux mannequins par char lançant environ vingt kilogrammes de mimosa et fleurs coupées.

### Médias
- Cent médias présents.
- 190 accréditations de journalistes.
- 17 % d'accréditations en presse quotidienne régionale.
- Dix-neuf nationalités différentes.

## Sécurité
En 2014, un projet d'attentat très avancé qui visait le carnaval de Nice est évité de justesse. Arrêté deux jours avant le carnaval à Mandelieu-la-Napoule (Alpes-Maritimes) alors qu'il venait de passer quinze mois en Syrie, le jeune Franco-Algérien Ibrahim Boudina aurait planifié un attentat à l'explosif en s'inspirant du double attentat du Marathon 2013 de Boston (3 morts et plus de 250 blessés). Les perquisitions permettent la saisie de trois canettes remplies de TATP, capables de produire l'effet de plusieurs dizaines de grenades.
En 2020, la ville de Nice décide d’abréger le carnaval, 3 jours avant sa fin initiale, en raison de l'épidémie de Covid-19 en annulant par la sorte un corso nocturne et une bataille des fleurs.

## Records
- Le record pour la taille d'un char était détenu par le « Roi de la Méditerranée » de 2011 : 18 mètres de haut.
- Le record pour la taille d'un char était détenu par le « Roi de la Gastronmie » de 2014 : 20 mètres de haut.
- Le record pour la longueur d'un char est détenu par le « Roi de l'Énergie » de 2017 : 41,5 mètres de longueur.
- Le record pour la taille d'un char est détenu par le « Roi de l'Espace » de 2018 : 20,5 mètres de haut.

## Film tourné pendant le carnaval de Nice
- 1930 : À propos de Nice de Jean Vigo
- 1958 : La Vie à deux de Clément Duhour